# Fujiko Katō
Fujiko Katō (jap. 加藤 富士子 Katō Fujiko; * 3. März 1946) ist eine ehemalige japanische Skilangläuferin.
Katō belegte bei ihrer einzigen Teilnahme an Olympischen Winterspielen im Februar 1968 in Grenoble den 32. Platz über 5 km und den 23. Rang über 10 km. Bei den Nordischen Skiweltmeisterschaften 1970 in Štrbské Pleso lief sie auf den 41. Platz über 10 km und auf den 38. Rang über 5 km. Bei japanischen Meisterschaften siegte sie dreimal über 10 km (1963, 1966, 1967) und zweimal 5 km (1966, 1967).